# Pacific Northwest

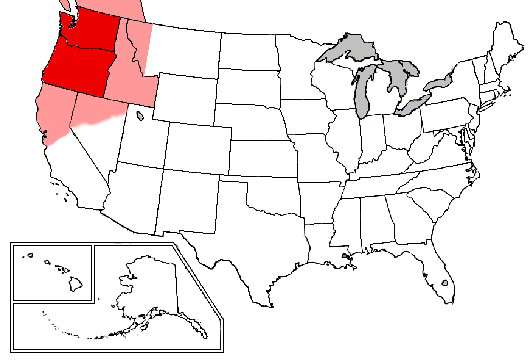
Poloha

Pacific Northwest (zkratka PNW nebo PacNW) je region na severozápadě Severní Ameriky.
Existuje několik definic, ale je třeba rozlišovat tento region a Severozápadní teritoria. K označení pobřežních oblastí se používá termín Northwest Coast (severozápadní pobřeží). Termín Severozápadní plošina se používá k označení vnitrozemských regionů, které se jinak nazývají také the interior, přičemž v Britské Kolumbii se tento název používá s velkým počátečním písmenem jako řádný název.

## Poloha

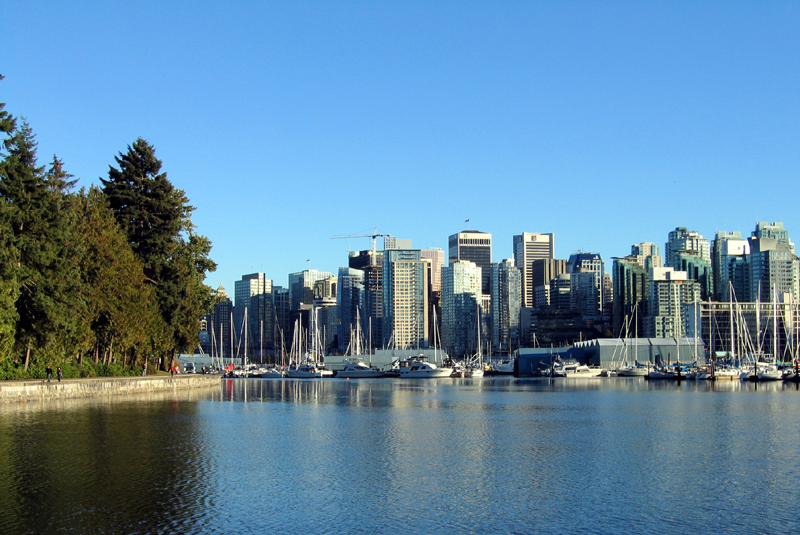
Vancouver - pohled od Stanley Parku

Region bývá vymezen Tichým oceánem na západě a pásem Skalnatých hor na východě. Jsou do něj běžně zahrnovány státy Oregon a Washington a kanadská provincie Britská Kolumbie. V širším pojetí region na severu sahá k Aljašce a Yukonu, na jihu k pobřežním a horským oblastem Severní Kalifornie a na východě k státům Idaho a západním částem států Montana, Wyoming a provincie Alberta, ke kontinentálnímu rozvodí.
Naproti tomu užší koncepce vymezují hranice regionu severozápadem USA a pobřežím Kaskádového pohoří a Coast Mountains mountains. Různorodost definic je dána částečně překrýváním společných rysů v historii a geografii regionu.
Největšími městy jsou Vancouver v Britské Kolumbii, Seattle ve Washingtonu a Portland v Oregonu.